# 松島正一
松島 正一（まつしま しょういち、1942年 - ）は、日本の英文学者。学習院大学名誉教授。

## 人物・来歴
東京・金町に生まれる。1965年東京大学文学部英文科卒、1968年同大学院修士課程修了。1968年國學院大學文学部専任講師、助教授、1985年学習院大学文学部教授。2013年定年退職、名誉教授。ウィリアム・ブレイクが専門。2021年瑞宝中綬章受章。

## 著書
- 『孤高の芸術家ウィリアム・ブレイク』（北星堂書店） 1984.4
- 『ブレイクの思想と近代日本 ブレイクを読む』（北星堂書店） 2003.2
- 『詩と経験 ワーズワスからD.トマスまで』（学習院大学研究叢書） 2006.11
- 『ブレイク論集 『ピカリング稿本』『ミルトン』その他』（英光社） 2010.1
- 『イギリス文学・文化論考 ロマン主義を中心として』（学習院大学研究叢書） 2011.11

### 共編著
- 『イギリス・ロマン主義事典』（編著、北星堂書店） 1995.7
- 『越境する芸術家 現在、ブレイクを読む』（石塚久郎, 鈴木雅之, 今泉容子, 高橋裕子共著、英宝社ブックレット)  2002.5
- 『ヘルメスたちの饗宴 英語英米文学論文集』（編、音羽書房鶴見書店） 2012.3

## 翻訳
- 『英国畸人伝』（イーディス・シットウェル、橋本槙矩共訳、青土社） 1991.4
- 『古典・聖書・文学基礎知識事典』（A・H・ラス, R・M・ゴールドスタイン, D・キレミジアン、塩谷清人共訳、北星堂書店） 1992.7
- 『天使vs悪魔』（ピーター・ミルワード、北星堂書店） 1995.7
- 『ブレイクとランターズ ブレイク思想の源泉』（A・L・モートン、北星堂書店） 1996.9
- 『ブレイク詩集 対訳 イギリス詩人選』（岩波文庫） 2004.6